# Le Roman d'Elvis
Pour plus de détails, voir Fiche technique et Distribution.
Le Roman d'Elvis (Elvis) est un téléfilm américain réalisé par John Carpenter, diffusé en 1979 sur le réseau ABC, puis sorti au cinéma la même année.

## Synopsis
En juillet 1969, à Las Vegas, à quelques instants du coup d'envoi d'un concert de musique qui marque son grand retour sur scène après huit ans d'absence, Elvis Presley, en proie au doute, se remémore son passé.

## Fiche technique
- Titre original : Elvis
- Titre français : Le Roman d'Elvis
- Réalisation : John Carpenter
- Scénario : Anthony Lawrence
- Direction artistique : Tracy Bousman, James William Newport[1]
- Décors : Bill Harp
- Costumes : Suzanne Grace et Richard Mahoney
- Photographie : Donald M. Morgan (de)
- Montage : Christopher Holmes et Ron Moler
- Musique : Joe Renzetti
- Production : Anthony Lawrence
  - Production déléguée : Dick Clark
  - Production associée : James Ritz
  - Coproduction : Tony Bishop
- Société(s) de production : Dick Clark Production
- Budget : 2 100 000 $[2]
- Pays d'origine : États-Unis
- Année : 1978
- Langue originale : anglais
- Format : couleur (Metrocolor) – 35 mm – 1,33:1 – mono
- Genre : comédie dramatique, biopic
- Durée : 150 minutes (VF), 168 minutes (VO)
- Dates de sortie : 
  -  États-Unis : 11 février 1979 sur ABC
  -  France : 22 août 1979 (sortie cinéma)
    - 4 avril 2011 (DVD)

  -  Québec : 26 février 1981 à la Télévision de Radio-Canada (case de 3 heures avec publicités) ;
    - 18 et 25 octobre 1982 (deux parties de 2 heures avec publicités)

## Distribution
- Kurt Russell (VF : Patrick Floersheim) : Elvis Presley, (les chansons sont interprétées par Ronnie McDowell)
- Shelley Winters (VF : Paule Emanuele) : Gladys Presley
- Bing Russell (VF : Henri Poirier) : Vernon Presley
- Robert Gray (VF : Richard Darbois) : Red West
- Season Hubley (en) (VF : Sylvie Feit) : Priscilla Presley
- Pat Hingle (VF : William Sabatier) : Colonel Parker
- Melody Anderson : Bonnie
- Ed Begley Jr. : D.J. Fontana
- James Canning (VF : Marc François) : Scotty Moore
- Charles Cyphers (VF : Jacques Deschamps (acteur)) : Sam Phillips
- Peter Hobbs : Jim Denny
- Les Lannom (en) : Sonny West
- Elliott Street : Bill Black
- Randy Gray (VF : Jackie Berger) : Elvis, enfant
- Will Jordan (VF : Georges Atlas)  : Ed Sullivan
- Joe Mantegna (VF : Vincent Violette) : Joe Esposito
- Meg Wyllie : la grand-mère

 Source et légende : version française (VF) sur RS Doublage

## DVD
Le film est sorti en France en double DVD "remastérisé" le 4 avril 2011, édité par The Corporation Sony Music Entertainment France
- DVD 1 : la version longue 168 minutes, en anglais
- DVD 2 : la version cinéma 115 minutes, en français
- + Bonus DVD 2 : « Faire revivre la légende » : interviews et images d’archives de Kurt Russell et John Carpenter (10 minutes)

## Autour du film
Particulièrement atypique dans la carrière de John Carpenter, Le Roman d'Elvis lui offre une occasion assez inattendue de s'exercer à un genre incontournable à la télévision : la biographie filmée. Il lui permet également de diriger pour la première fois le comédien Kurt Russell auquel il se liera d'une amitié durable et avec qui il collaborera sur plusieurs autres films. Tout droit issu de l'écurie Disney, où il était la jeune vedette de plusieurs films pour adolescents, ce dernier allait assurer, à ce propos, un élan décisif à sa carrière par son incarnation convaincante d'Elvis Presley.
Les producteurs de ce téléfilm songèrent à confier sa réalisation à John Carpenter sur le simple fait qu'il composait notoirement lui-même la musique de ses films. Fait assez rare dans la carrière de John Carpenter, la piste musicale de ce téléfilm n'est justement pas signée de lui.
Le soir de sa première diffusion télévisée américaine, Le Roman d'Elvis dépassa l'audience de chaînes concurrentes qui, à la même heure, proposaient pourtant le succès assuré Autant en emporte le vent et la toute première programmation du multi-primé aux Oscars Vol au-dessus d'un nid de coucou.
D'une durée initiale approchant les trois heures, Le Roman d'Elvis connaîtra en Europe diverses diffusions en salles dans des copies le plus souvent réduites à la durée standard de 100 minutes.
C'est sur le tournage de ce téléfilm que Kurt Russell rencontra sa future première femme Season Hubley (en) qui, à l'écran, joue également la femme d'Elvis, Priscilla Presley.
C'est le propre père de l'acteur Kurt Russell, Bing Russell qui, à l'écran, incarne celui d'Elvis.